# Feel Young
Feel Young (яп. フィール・ヤング фи:ру янгу), сокращенно Feyan (яп. フィーヤン фи:ян) — ежемесячный японский журнал манги для женщин (дзёсэй), выпускаемый издательством Shodensha с 1989 года. По данным на 2009 год, его тираж составляет 42 тыс. экземпляров.
Feel Young начал издаваться как парный журнал к FEEL, ныне прекратившему существование. В этом журнале публиковались такие известные работы, как Happy Mania Моёко Анно, Piece of Cake Джордж Асакуры, Heisei Yopparai Kenkyuujo Томоко Ниномии, Sapuri Марии Окадзаки, Hana no Asuka-gumi! Сатоси Такагути.

## История
Впервые журнал был опубликован в 1989 году. Когда Feel Young появился в конце 1980-х годов, он был частью новой волны журналов дзёсэй, таких как Young Rose и Cutie Comics, публикующих работы, подобную манге Кёко Окадзаки, которые дистанцировались от мыльно-оперных «дамских комиксов» 1980-х годов и сохранили больше элементов сёдзё манги в своем стиле. Рейчел Торн считает, что этот журнал является более прогрессивным, чем другие журналы дзёсэй, такие как более консервативный You или более мейнстримный Chorus. Некоторые авторы, чьи работы публиковались в авангардном журнале манга Garo, такие как Эрика Сакурадзава, Кирико Нанан и Сюнгику Утида, публиковали свои работы и в Feel Young.